# Linea District
La linea District (in inglese: District line) è una linea della metropolitana di Londra, che collega la città da est a ovest, lungo numerose diramazioni che si incontrano a Earl's Court.
Analogamente alle linee Circle, Hammersmith & City e Metropolitan, la District è una delle linee di sub-superficie della rete metropolitana londinese.
Essa è una linea mista che corre parte interrata e parte in superficie. La linea è tra le più trafficate fra quelle miste e la terza in tutta la rete londinese. Delle sue 60 stazioni, 25 sono sotterranee.

## Storia
La linea District venne costruita dalla Metropolitan and Metropolitan District Railways e venne aperta nel 1868. La società venne poi rilevata da Charles Yerkes, divenendo parte del "Underground" fino a quando venne nazionalizzata negli anni trenta.
Essa aveva diramazioni per Uxbridge e Hounslow West entrambe oggi operate dalla linea Piccadilly. I servizi verso est si prolungavano fino alla città marittima di Southend-on-Sea in Essex dal 1º giugno 1910 e a Shoeburyness dal 1911 fino al 30 settembre 1939. Tra il 1º marzo 1883 e il 30 settembre 1885 la linea servì le stazioni di Ealing Broadway fino a Windsor, lungo la Great Western Mainline.

## Caratteristiche tecniche
| Unknown route-map component "uKACCa" |

| Urban stop on track |

| Urban stop on track |

| Urban stop on track |

| Urban stop on track |

| Urban stop on track |

| Urban stop on track |

| Urban stop on track |

| Unknown route-map component "uHSTACC" |

| Urban stop on track |

| Urban stop on track |

| Urban stop on track |

| Unknown route-map component "uHSTACC" |

| Unknown route-map component "uHSTACC" |

| Unknown route-map component "utHSTa@f" |

| Urban tunnel stop on track |

| Urban tunnel stop on track |

| Unknown route-map component "utHSTea" |

| Urban tunnel unused stop on in-use track |

| Urban tunnel stop on track |

|  | Unknown route-map component "utABZg3" |

| Unknown route-map component "utCONT1" | Urban tunnel straight track |  |

| Unknown route-map component "ulCONTg@Fq" | Unknown route-map component "utABZg+r" |  |

| Unknown route-map component "utHSTACC" |

| Urban tunnel stop on track |

| Urban tunnel stop on track |

| Urban tunnel stop on track |

| Unknown route-map component "utHSTACC" |

| Urban tunnel stop on track |

| Urban tunnel stop on track |

| Unknown route-map component "utHSTACC" |

| Urban tunnel stop on track |

| Unknown route-map component "utHSTACC" |

| Unknown route-map component "utHSTea" |

| Unknown route-map component "utHSTea" |

| Urban tunnel stop on track |

| Unknown route-map component "utCONTgq" | Unknown route-map component "utABZgr" |  |

| Unknown route-map component "utCONTf" |

|  | Unknown route-map component "utvCONTg-" |

| Unknown route-map component "utvHST-KHSTa" |

| Unknown route-map component "utvSTRe@g" |

| Unknown route-map component "uvHSTACC" |

| Unknown route-map component "uCONTgq" | Unknown route-map component "uvSTRr-SHI1r" |  |

| Unknown route-map component "utSTRa" |

| Unknown route-map component "utHSTea" |

| Unknown route-map component "utHSTea" |

| Unknown route-map component "utHSTea" |

|  | Unknown route-map component "utABZgl" | Unknown route-map component "utCONTfq" |

| Unknown route-map component "utCONTf" |

| Unknown route-map component "utCONTg" |

| Unknown route-map component "ulCONTg@Fq" | Unknown route-map component "utABZg+r" |  |

| Unknown route-map component "utHSTACCea" |

|  | Unknown route-map component "utABZgl" | Unknown route-map component "utCONTfq" |

| Unknown route-map component "ulCONTg@Fq" | Unknown route-map component "utABZgr" |  |

|  | Unknown route-map component "utCONTf" |

| Unknown route-map component "utCONTg" |

| Unknown route-map component "utHSTe@g" |

| Unknown route-map component "uHSTACC" |

| Urban stop on track |

| Urban stop on track |

| Unknown route-map component "uhKRZWae" |

|  | Unknown route-map component "umABZg+l" | Unknown route-map component "CONTfq" |

| Urban stop on track |

| Unknown route-map component "utHSTa@f" |

| Unknown route-map component "utHSTe@g" |

| Urban End station |

| Unknown route-map component "uCONTg" |

| Urban End station |

| Unknown route-map component "uCONTg" |

| Urban stop on track |

| Unknown route-map component "utCONTgq" | Unknown route-map component "uvSTR+r-SHI1+r" |  |

| Unknown route-map component "uvHST" |

| Unknown route-map component "uHSTSPLe" |

| Urban stop on track |

| Urban stop on track |

| Unknown route-map component "uHSTACC" |

|  | Unknown route-map component "uABZgl" | Unknown route-map component "uCONTfq" |

| Unknown route-map component "uCONTf" |

| Unknown route-map component "uCONTg" |

| Urban stop on track |

| Unknown route-map component "uexCONTgq" | Unknown route-map component "ueABZg+r" |  |

| Unknown route-map component "uHSTACC" |

|  | Unknown route-map component "uABZgl" | Unknown route-map component "uCONTfq" |

| Unknown route-map component "uHSTSPLa" |

| Unknown route-map component "uCONTgq" | Unknown route-map component "uvSTRr-SHI1r" |  |

| Urban End station |

| Unknown route-map component "uexKBHFa" |

| Unused urban continuation forward |

| Unknown route-map component "uCONTg" |

| Unknown route-map component "CONTgq" | Unknown route-map component "umABZg+r" + Unknown route-map component "nSTR+r" |  |

| Unknown route-map component "mBHFa" + Unknown route-map component "nKSTRe" + Unknown route-map component "ulHST" |

| Unknown route-map component "uhKRZWae" + Unknown route-map component "nSTR" |

| Unknown route-map component "mBHFe" + Unknown route-map component "nKSTRe" + Unknown route-map component "ulHST" |

| Unknown route-map component "uKACCe" |

La linea District è lunga 64 km ed è composta da 60 stazioni. In alcuni tratti, i binari sono condivisi con altre linee della rete metropolitana, con la rete della London Overground e con la rete ferroviaria nazionale, in particolare: da Barking a Aldgate East e da Paddington a Edgware Road sono condivisi con la linea Hammersmith & City; da Tower Hill a Gloucester Road e da High Street Kensington a Edgware Road con la linea Circle; da Hammersmith a Ealing Common con la linea Piccadilly; da Gunnersbury a Richmond con la linea North & West London della London Overground; da East Putney a Wimbledon con la rete ferroviaria nazionale.
La maggior parte della linea (da Upminster a Putney Bridge, a Kensington (Olympia), a Barons Court e a Edgware Road) è elettrificata con un sistema a quarta rotaia a corrente continua: un binario conduttore centrale è alimentato a -250 V e un binario esterno ai binari di corsa a +500 V, dando una differenza potenziale di 750 V. La tratta da Barons Court a Ealing Broadway ha un binario conduttore centrale alimentato a -210 V e un binario esterno ai binari di corsa a +420 V, dando una differenza potenziale di 630 V.
Le due sezioni sulle quali viaggiano anche i treni tradizionali, da East Putney a Wimbledon e da Gunnersbury a Richmond, hanno il binario centrale fissato ai binari di corsa.
A ovest di Earl's Court, la linea è divisa in quattro diramazioni.
Presso la stazione di Ealing Broadway, i binari della linea District si trovano a nord di quelli della linea Central e della Great Western Main Line; dopo 1,1 km, la linea si incontra con la diramazione per Uxbridge della linea Piccadilly, presso il bivio di Hanger Lane: da qui, i binari sono condivisi fino alla stazione di Acton Town, dove si unisce la diramazione per Heathrow della linea Piccadilly. Da Acton Town a Barons Court, la linea ha quattro binari, accoppiati per utilizzo: la linea District utilizza i binari più esterni, assieme ai treni della linea Piccadilly che effettuano tutte le fermate, mentre i binari più interni sono utilizzati dai treni della linea Piccadilly espressi.
Alla stazione di Richmond, i binari utilizzati dalla linea District e dalla London Overground si trovano a settentrione rispetto ai binari passanti della linea ferroviaria Waterloo-Reading. I binari di questa diramazione della linea, che attraversano il Tamigi sopra il ponte ferroviario di Kew, sono condivisi con la linea North & West London della London Overground fino al bivio di Gunnersbury dopo il quale i binari della linea District si uniscono ai binari condivisi tra la linea District e la linea Piccadilly, appena prima della stazione di Turnham Green.

Sulla tratta Earl's Court-Turnham Green, alle stazioni di Acton Town, Hammersmith e Barons Court, dalla stessa banchina è possibile effettuare l'interscambio tra le linee; dopo Barons Court, la linea Piccadilly entra in galleria mentre la District diventa a due binari attraverso West Kensington. Prima dell'ingresso nella stazione di Earl's Court, la breve diramazione proveniente da Kensington (Olympia) si unisce alla linea con un incrocio a raso mentre la diramazione proveniente da Wimbledon si unisce alla linea con un salto di montone.

Sulla diramazione di Wimbledon, le banchine della linea District presso la stazione di Wimbledon, si trovano a ovest rispetto alle banchine della South Western Main Line. A East Putney, si trova un raccordo che unisce la linea District con l'Hounslow Loop Line, prima di attraversare il Tamigi sul ponte ferroviario di Fulham. La linea, poi, continua passando al di sotto della West London Line per poi affiancarsi a essa alla stazione di West Brompton e prima del raccordo con la tratta principale della linea e le quattro banchine della stazione di Earl's Court.
A est di Earl's Court, l'accesso alla diramazione di Edgware Road avviene con un salto di montone. Questa diramazione segue il tracciato della linea Circle da High Street Kensington, dove vi sono due binari passanti (utilizzati dalle linee Circle e District) e due di testa utilizzati solo dalla District. Dopo Paddington, al bivio di Praed Street, questa diramazione si unisce alla linea Hammersmith & City, prima di terminare alla stazione di Edgware Road.

La diramazione di Upminster, invece, incontra la linea Circle a Gloucester Road e da qui condividono i binari fino a Tower Hill. A Westminster, la linea incontra il Tamigi e, da qui, corre al di sotto del Victoria Embankment, il lungofiume della sponda settentrionale del Tamigi.

Dopo Tower Hill, la linea Circle diverge e, prima di Aldgate East, la linea District si unisce con la Hammersmith & City. La linea passa al di sotto della East London Line a Whitechapel, da dove si immette lungo l'antica linea ferroviaria Whitechapel-Bow, fino a Bow Road. A Bow Road la linea riemerge in superficie e, da Bromley-by-Bow al capolinea, corre di fianco alla ferrovia Londra-Tilbury-Southend.
A Plaistow, si trovano due binari di testa e, a Barking, la linea Hammersmith & City termina. La District segue il tragitto della ferrovia Londra-Tilbury-Southend per altre otto stazioni, prima di terminare ad Upminster.
La linea, tra West Kensington e Bromley-by-Bow, corre principalmente in gallerie costruite con il cosiddetto "Metodo Milano" (cut-and-cover). Tuttavia, a causa della natura delle linee di sub-superficie, la trincea è lasciata talvolta aperta sia in alcune tratte intra stazione che presso alcune stazioni, per permettere un'adeguata ventilazione.

## Treni e destinazioni
Fuori dalle ore di punta questa è la frequenza dei treni:
- 6 all'ora Ealing Broadway - Tower Hill
- 6 all'ora Richmond - Upminster
- 6 all'ora Wimbledon - Upminster
- 6 all'ora Wimbledon - Edgware Road
- 4 all'ora Kensington (Olympia) - High Street Kensington

L'unica linea della metropolitana a non avere una interconnessione con la linea District è la linea Metropolitan, anche perché molte sezioni della linea Metropolitan sono state inserite nella linea Circle e linea Hammersmith & City.
La stazione di Aldgate East sulle linee District e Hammersmith & City line si trova a breve distanza a piedi dalla stazione di Aldgate sulle linee Metropolitan e Circle.